# Керісбрук
Вітварасбург (або Керісбрук) — столиця і форт держави Вітвара.

## Історія
Як форт було засноване римлянами, а коли римляни покинули острів Уайт (Вайт) то він став столицею Вітвари (ютської держави яка існувала в VI—VII століттях). Потім укріплений форт став Керісбруком.
Зараз це маленьке село, але зараз відоме завдяки своєму замку.